# Graft versus host disease associata a trasfusione
La  Graft versus host disease associata a trasfusione  è una rara forma di GVHD (malattia del trapianto contro l'ospite), che si ottiene quando durante una trasfusione di sangue T immunocompetenti esse aggrediscono il sistema immuntario della persona, riconoscendolo come corpo estraneo. Solitamente si manifesta entro 10-12 giorni, con numerose complicanze.

## Sintomatologia
I sintomi e i segni clinici presentano febbre, diarrea, epatossicità, pancitopenia.

### Fattori di rischio
Soggetti sottoposti a chemioterapie e con manifestazioni tumorali maligne, anche se attualmente non esiste una lista precisa dei vari fattori rischiosi per l'individuo.

## Prevenzione
Si attua l'irradiazione degli emoderivati con raggi gamma (12-25Gy), ma vengono utilizzati anche raggi x, mentre altri trattamenti sono in fase di test.
La procedura preventiva prevede dei trattamenti specifici a raggi x per il sangue utilizzato nelle trasfusioni

## Prognosi
La malattia può avere un tasso elevato di mortalità, arrivando al 90% dei casi.